# クーツグリーンティー

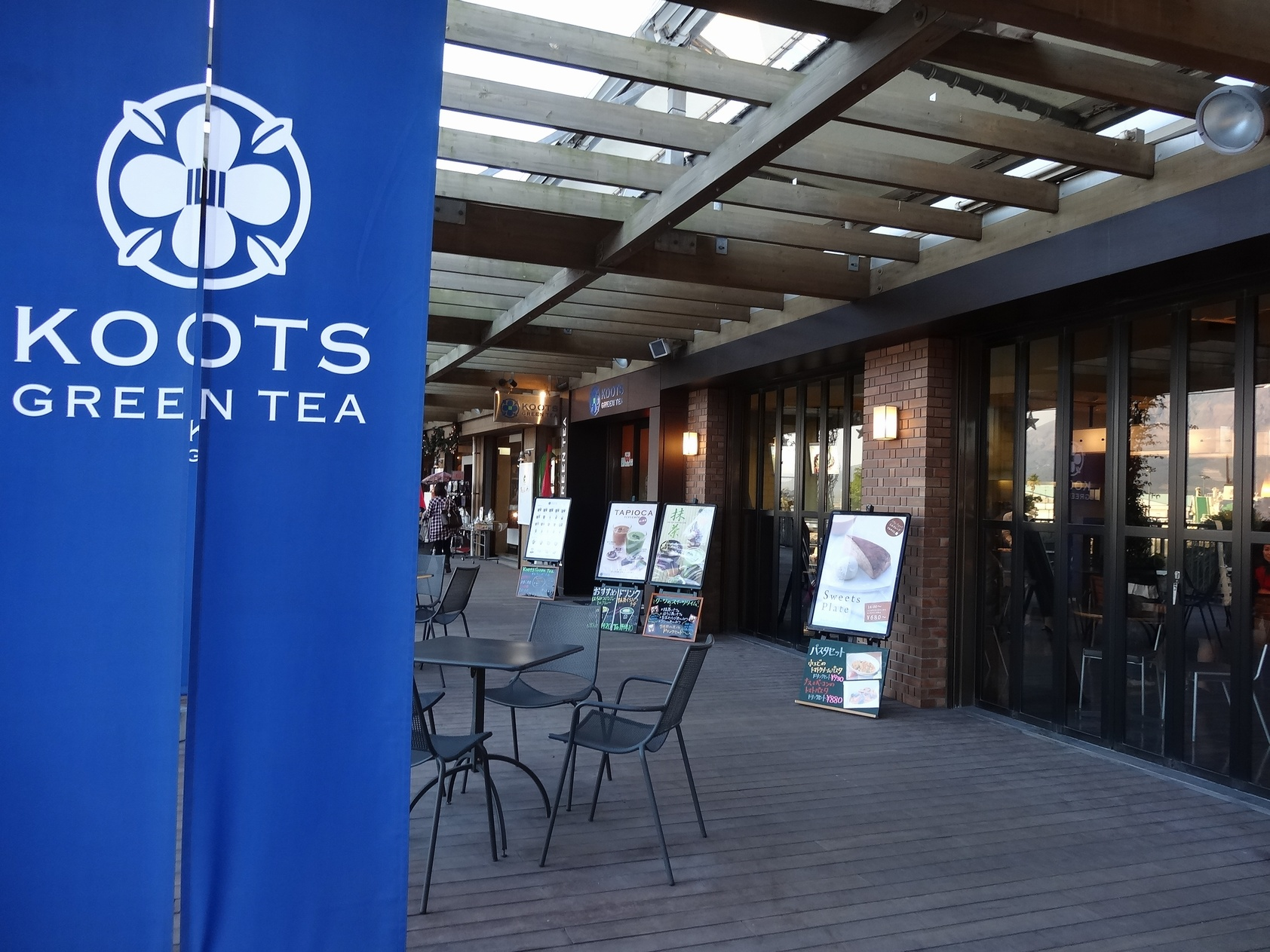
クーツグリーンティーの店舗（鹿児島ドルフィンポート店）

クーツグリーンティー（KOOTS GREEN TEA）は、タリーズコーヒージャパンがかつて運営していた緑茶専門店。また、同店を運営していた企業。

## 概要
タリーズコーヒージャパン株式会社が運営。
フードエックス・グローブ株式会社（現タリーズコーヒージャパン株式会社）が、2002年11月に新業態としてクーツグリーンティー株式会社を設立。「心と手をかけ、本当に美味しい日本茶を服す」をテーマに、2002年の12月より店舗展開を開始。一時は店舗数が11まで拡大し、タリーズコーヒー発祥の地であるシアトル への出店も果たしたが、フードエックス・グローブ株式会社が伊藤園に子会社化された後は閉店が相次ぎ、2016年1月に最後の店舗が閉店。

### 店舗の特徴
クーツグリーンティーの店内インテリアは、「タリーズ・コーヒー」と同様のカフェスタイルで、コーヒーの代わりに緑茶をベースとしたドリンク類を、和菓子や和総菜などと共に提供していた。

### 名称・ロゴ
クーツグリーンティーの名称にある「クーツ」とは、タリーズコーヒージャパン創業者である松田公太のアメリカ時代のニックネームが由来である。また、クーツグリーンティーのロゴマークは、松田家の家紋をアレンジした物である。

## 沿革
- 2002年11月 - クーツグリーンティー株式会社を設立。
- 2002年12月13日 - 東京都港区神谷町に1号店を出店。
- 2003年8月12日 - 原宿に2号店を出店。
- 2003年11月 - 六本木ティーキューブ1階に3号店を出店。
- 2006年3月20日 - 10店舗目となる麻布十番店を出店。
- 2006年5月 - 海外1号店をシアトルに出店。
- 2007年1月23日 - 六本木ヒルズ店をオープン。初めて提供メニューに日本酒を加えた。
- 2007年3月31日 - 原宿店を業務転換した「クリエイターズカフェKOOTS」を半年間の期間限定で開店。同年9月30日閉店。
- 2009年9月23日 - 六本木ヒルズ店を閉店。
- 2013年頃 - 東京ミッドタウン店を閉店。
- 2015年12月5日 - 麻布十番店を閉店。
- 2016年1月25日 - 鹿児島ドルフィンポート店を閉店。

## テレビ番組
- 日経スペシャル ガイアの夜明け 緑茶のプライドを賭けた闘い（2006年6月20日、テレビ東京）[1] - アメリカ出店を取材。